# WSK FIS
FIS – jedyny produkowany w Polsce motocykl żużlowy.
Skonstruowany został w latach 1953–1954 w Wytwórni Sprzętu Komunikacyjnego w Rzeszowie przez Tadeusza Fedkę i Romualda Iżewskiego, którzy byli pracownikami WSK i członkami rzeszowskiego klubu Stal. Stąd też wzięła się nazwa motocykla: Fedko-Iżewski-Stal.
W 1953 skonstruowano i wypróbowano prototyp silnika wzorowany na brytyjskim silniku J.A.P. W 1954 mielecka WSK dostarczyła pierwsze ramy a wiosną 1955 zmontowano pierwsze motocykle FIS. Przez kilka lat FIS-y były podstawowym sprzętem żużlowej reprezentacji, potem zastąpiły je motocykle importowane. Część wycofywanych FIS-ów odsprzedano do różnych krajów. Produkcję wstrzymano w 1959 roku. Współcześnie zachowane egzemplarze motocykli FIS są cenionymi obiektami kolekcjonerskimi.

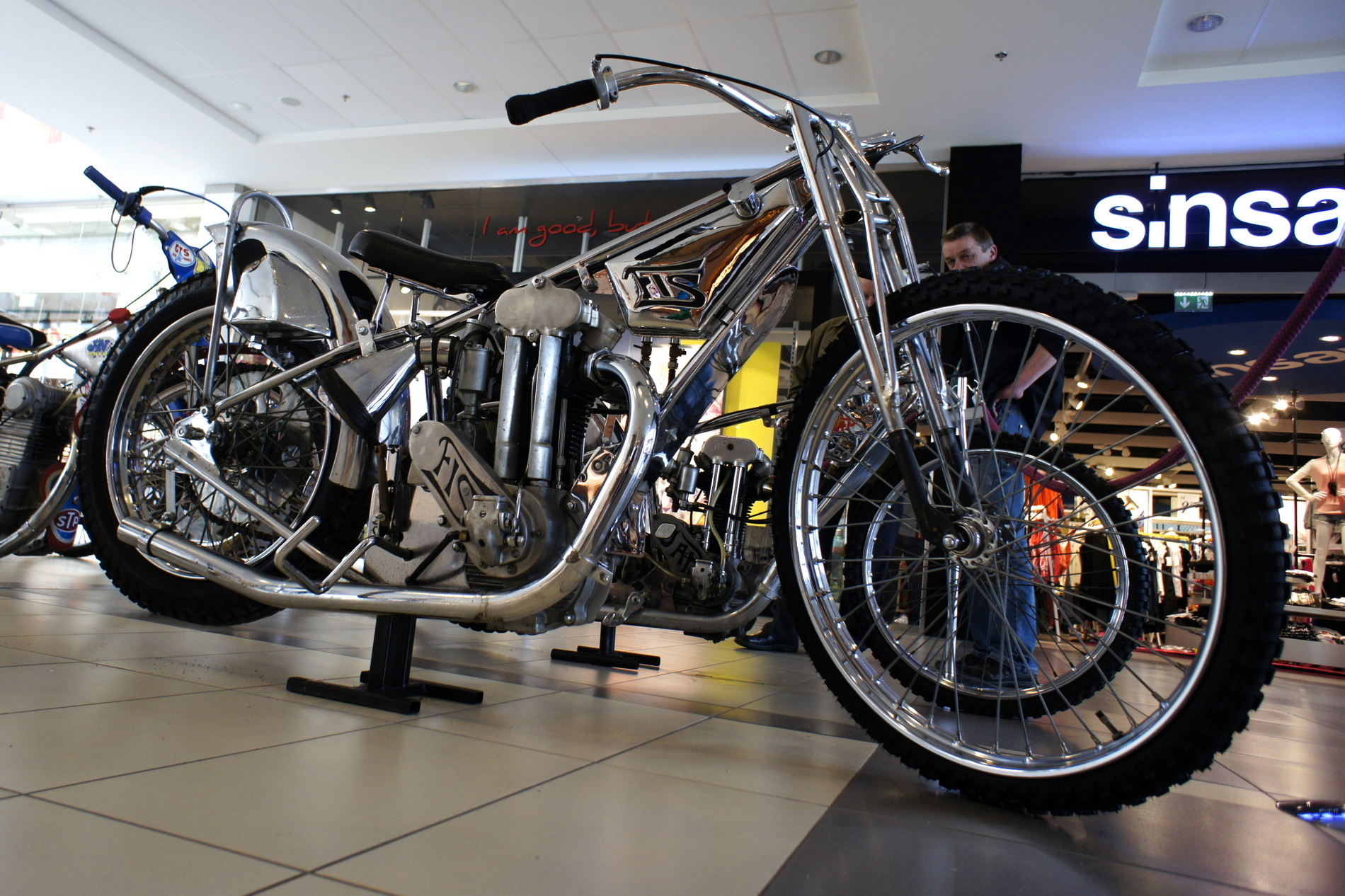
WSK FIS, egzemplarz z 1956 r.

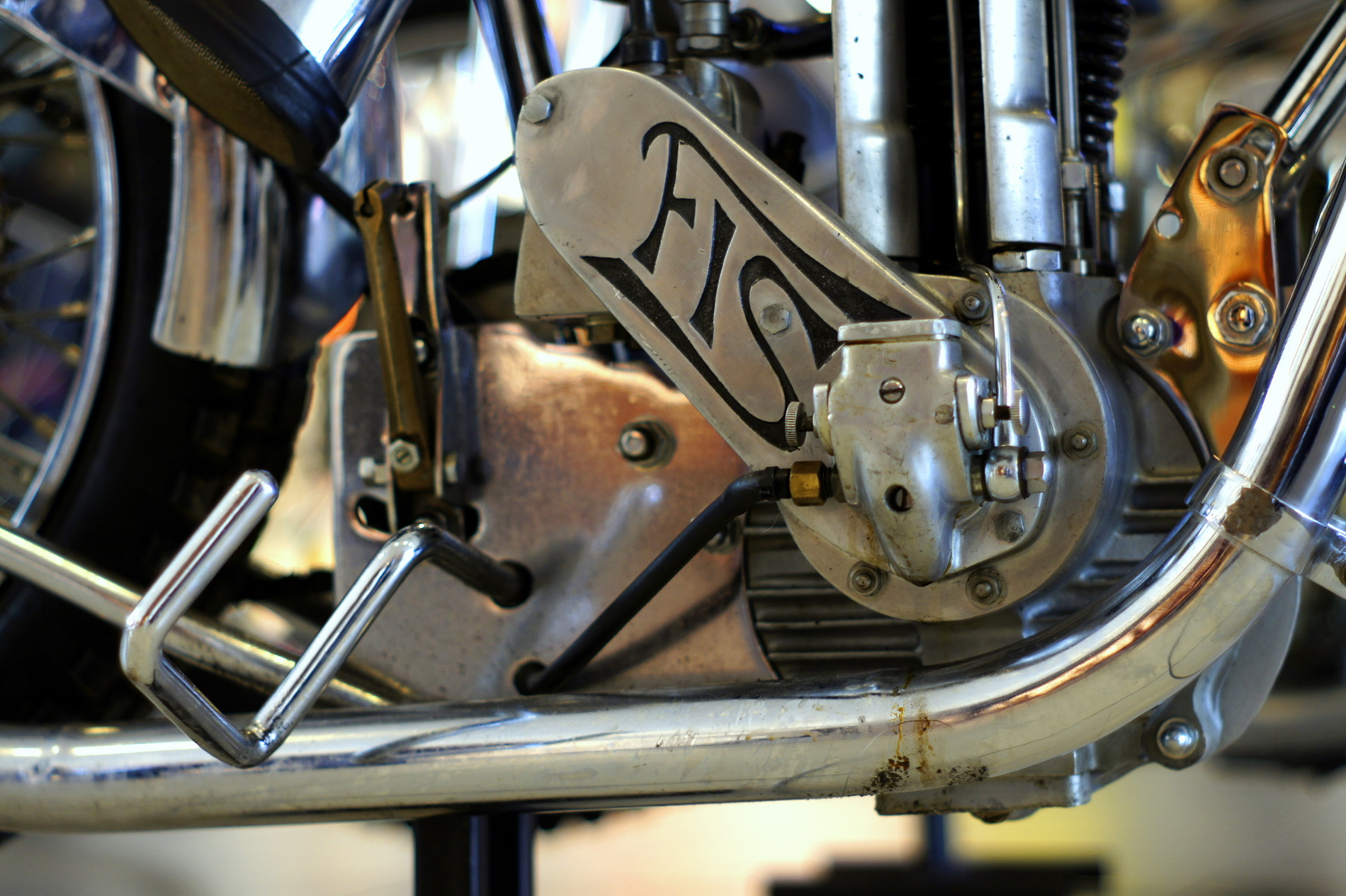

## Dane techniczne
- Silnik: jednocylindrowy, czterosuwowy, górnozaworowy (OHV)
- Pojemność skokowa: 497 cm³
- Średnica cylindra: 80 mm
- Skok tłoka: 99 mm
- Stopień sprężania: 14,4:1
- Moc maksymalna: 43 KM przy 6000 obr./min
- Pojemnościowy wskaźnik mocy: 86,5 KM/l
- Zapłon: iskrownik
- Opony: koło przednie 2,75 × 23", tylne 3,00 × 22"
- Zawieszenie przednie: widelec teleskopowy
- Pojemność zbiornika paliwa: 2l
- Układ smarowania: sucha miska olejowa, obieg smarowania otwarty

- Wymiary motocykla
  - Długość: 2050 mm
  - Szerokość (kierownica): 800 mm
  - Wysokość: 1140 mm
- Masa własna motocykla: 92 kg